# Laguna Santa Rita
A  Laguna Santa Rita  é um lago localizado na Guatemala. Localiza-se no departamento de El Petén, Município de San Andrés.